# Washington Wizards 2002-2003
La stagione 2002-03 dei Washington Wizards fu la 42ª nella NBA per la franchigia.
I Washington Wizards arrivarono quinti nella Atlantic Division della Eastern Conference con un record di 37-45, non qualificandosi per i play-off.

## Regular season
| Squadra            | V  | P  | %    | GB |
| ------------------ | -- | -- | ---- | -- |
| New Jersey Nets    | 49 | 33 | 59,8 | -  |
| Philadelphia 76ers | 48 | 34 | 58,5 | 1  |
| Boston Celtics     | 44 | 38 | 53,7 | 5  |
| Orlando Magic      | 42 | 40 | 51,2 | 7  |
| Washington Wizards | 37 | 45 | 45,1 | 12 |
| New York Knicks    | 37 | 45 | 45,1 | 12 |
| Miami Heat         | 25 | 57 | 30,5 | 24 |

## Roster
| N° | Naz.                   | Ruolo | Sportivo           | Anno | Alt. | Peso |
| -- | ---------------------- | ----- | ------------------ | ---- | ---- | ---- |
| 00 | Stati Uniti (bandiera) | C     | Brendan Haywood    | 1979 | 213  | 122  |
| 1  | Stati Uniti (bandiera) | A     | Jared Jeffries     | 1981 | 211  | 104  |
| 2  | Stati Uniti (bandiera) | A     | Bryon Russell      | 1970 | 201  | 102  |
| 3  | Stati Uniti (bandiera) | G     | Juan Dixon         | 1978 | 191  | 74   |
| 5  | Stati Uniti (bandiera) | A     | Kwame Brown        | 1982 | 211  | 122  |
| 10 | Stati Uniti (bandiera) | G     | Tyronn Lue         | 1977 | 183  | 79   |
| 15 | Stati Uniti (bandiera) | G     | Anthony Goldwire   | 1971 | 185  | 83   |
| 20 | Stati Uniti (bandiera) | G     | Larry Hughes       | 1979 | 196  | 83   |
| 21 | Stati Uniti (bandiera) | GA    | Bobby Simmons      | 1980 | 201  | 95   |
| 23 | Stati Uniti (bandiera) | G     | Michael Jordan     | 1963 | 198  | 88   |
| 34 | Stati Uniti (bandiera) | A     | Charles Oakley     | 1963 | 203  | 102  |
| 35 | Stati Uniti (bandiera) | A     | Brian Cardinal     | 1977 | 203  | 111  |
| 36 | Stati Uniti (bandiera) | A     | Etan Thomas        | 1978 | 206  | 116  |
| 42 | Stati Uniti (bandiera) | GA    | Jerry Stackhouse   | 1974 | 198  | 99   |
| 44 | Stati Uniti (bandiera) | AC    | Christian Laettner | 1969 | 211  | 107  |
| 55 | Stati Uniti (bandiera) | AC    | Jahidi White       | 1976 | 206  | 132  |

## Staff tecnico
- Allenatore: Doug Collins
- Vice-allenatori: Johnny Bach, Larry Drew, Brian James